# Talang Randai
Talang Randai is een bestuurslaag in het regentschap Empat Lawang van de provincie Zuid-Sumatra, Indonesië. Talang Randai telt 398 inwoners (volkstelling 2010).